# Amt Burg Stargard-Land

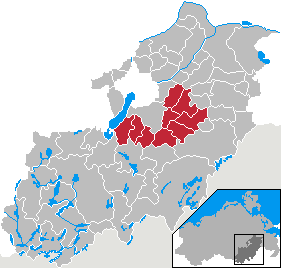
Amt Burg Stargard-Land im Landkreis Mecklenburg-Strelitz

Im Amt Burg Stargard-Land im ehemaligen Landkreis Mecklenburg-Strelitz in Mecklenburg-Vorpommern, das seit 1992 existierte, waren die neun Gemeinden Ballin, Cammin, Cölpin, Dewitz, Groß Nemerow, Holldorf, Leppin, Pragsdorf und Teschendorf zur Erledigung ihrer Verwaltungsgeschäfte zusammengeschlossen. Der Sitz der Amtsverwaltung befand sich in der nicht amtsangehörigen Stadt Burg Stargard. Am 1. Januar 2002 wurden die vormals selbständigen Gemeinden Ballin, Dewitz und Leppin zur neuen Gemeinde Lindetal zusammengefasst. Am gleichen Tag wurde das Amt aufgelöst und ging mit der nun amtsangehörigen Stadt Burg Stargard im neuen Amt Stargarder Land auf.